# Мопти (град)
Мопти е град и градска община в района на вътрешната делта на Нигер в Мали. Градът е столица на окръг Мопти. Разположен на 630 км североизточно от Бамако, градът се намира при сливането на реките Нигер и Бани и е свързан с издигнат път с град Севаре. Градската община, която включва както Мопти, така и Севаре, има население от 114 296 при преброяването от 2009 г.

## География
Мопти се намира на десния бряг на река Бани, на няколкостотин метра нагоре по течението от вливането на Бани в река Нигер. Между август и декември, когато реките наводняват вътрешната делта на Нигер, градът се превръща в поредица от острови, свързани с издигнати пътища. През този период единственият достъп до града е 12-километров път, който свързва Мопти със Севаре. Мопти се намира на запад от платото Догон и е на 66 км северозападно от Бандиагара и на 76 км северо-североизточно от Джене. Градът е столица на регион Мопти и административен център на района Мопти.
Градската община Мопти включва градовете Мопти и Севаре. Комуната е изцяло заобиколена от селската община Сокура. За административни цели общината е разделена на 11 квартала.

## Джамия
Голямата джамия (наричана още джамията Комогел) е пример за судано-сахелската архитектура. Сегашната сграда е построена на мястото на по-ранна джамия от 1908 г., но източниците се различават по точната дата. Уебсайтът на Конвенцията за световното наследство на ЮНЕСКО обозначава периода между 1933 и 1935 г., докато мрежата за развитие на Ага Хан дава малко по-късния период между 1936 и 1943 г. Дизайнът се основава на този на Голямата джамия на Джене и е изграден от изсушени на слънце кални тухли, които са покрити със слой банко. При реставрационни работи, извършени през 1978 г., горните части на сградата са покрити със слой цимент, но това по-късно се оказва проблематично, тъй като дъждовната вода прониква в циментовия слой и създава големи пукнатини в подлежащата структура от кал. При реставрацията, извършена между 2004 г. и 2006 г., финансирана от Тръста за култура на Ага Хан, циментовият слой е отстранен и сградата е възстановена в оригиналната си форма. Джамията е добавена към предварителния списък на ЮНЕСКО през март 2009 г.